# Lonchorhyncha ecuadoria
Lonchorhyncha ecuadoria är en biart som först beskrevs av Heinrich Friese 1925.  Lonchorhyncha ecuadoria ingår i släktet Lonchorhyncha och familjen korttungebin. Inga underarter finns listade i Catalogue of Life.